# اینترنت۲
اینترنت۲ (انگلیسی: Internet2) یک کنسرسیوم شبکه رایانه‌ای ایالات متحده است که توسط اعضایی از سازمان‌های آموزشی و پژوهشی، صنعتی، و دولتی رهبری می‌شود. اداره مرکزی کنسرسیوم اینترنت۲ در ان آربر واقع شده است.